# Укхия
Укхия (бенг. উখিয়া, англ. Ukhia) — город на юго-востоке Бангладеш, административный центр одноимённого подокруга. Площадь города равна 18,32 км². По данным переписи 2001 года, в городе проживало 15 924 человека, из которых мужчины составляли 52,79 %, женщины — соответственно 47,21 %. Плотность населения равнялась 869 чел. на 1 км². Уровень грамотности населения составлял 23,4 % (при среднем по Бангладеш показателе 43,1 %). 